# Mockritz
Mockritz – osiedle Drezna, położone w południowej części miasta.
Miejscowość w średniowieczu była słowiańską okolnicą. Najstarsza wzmianka o osadzie Mokerus pochodzi z 1350, a nazwa pochodziła od słowiańskiego wyrazu mokry. W 1834 wieś zamieszkiwały 162 osoby, a w 1910 – 1656 osób. W 1921 została włączona w granice Drezna. W Mockritz zachowały się zabytkowe wiejskie budynki, sięgające XVIII i XIX w.
Mockritz graniczy z osiedlami Kaitz, Kleinpestitz, Zschertnitz, Strehlen, Leubnitz-Neuostra, Gostritz oraz poddrezdeńską gminą Bannewitz.

## Galeria zdjęć

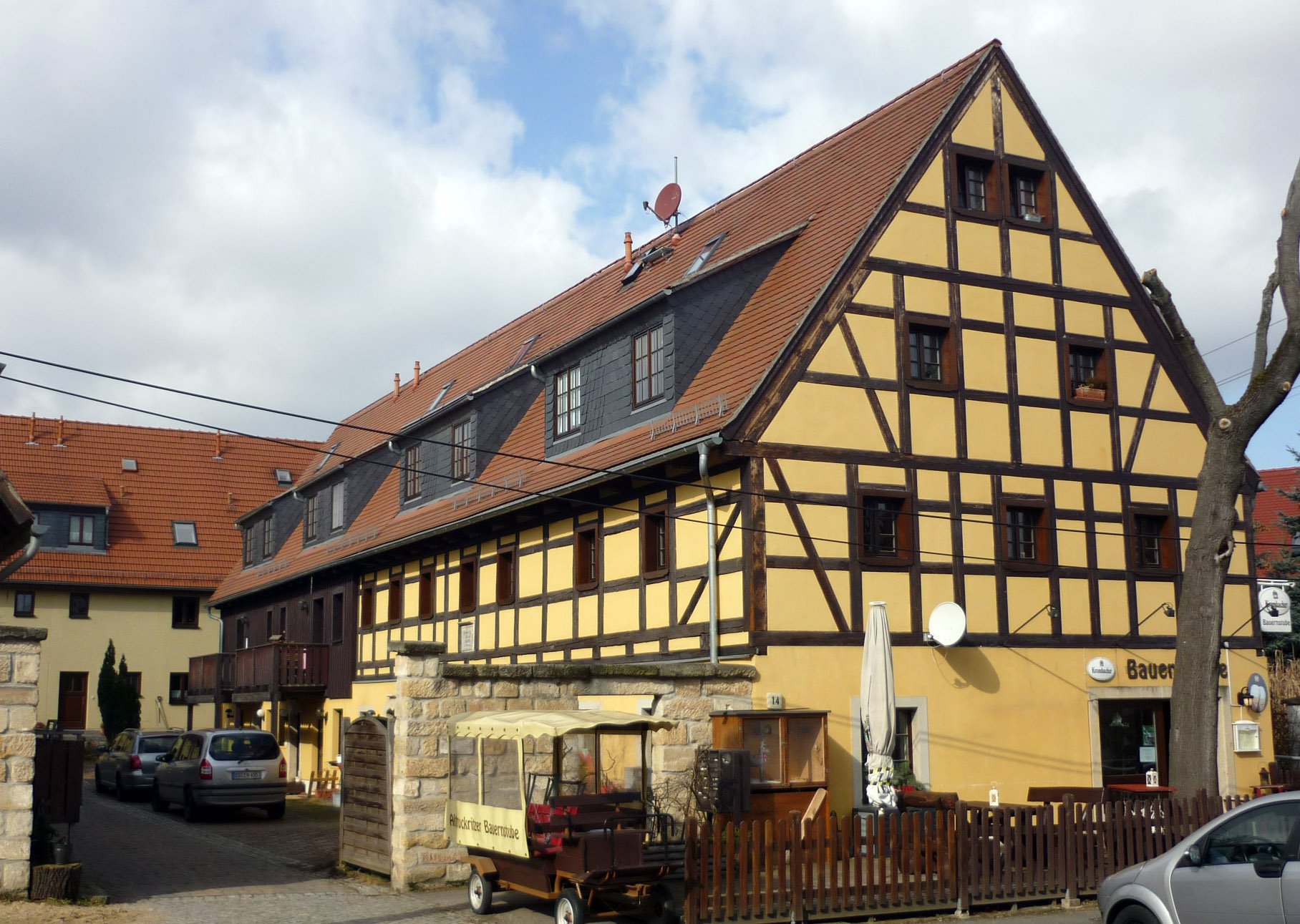
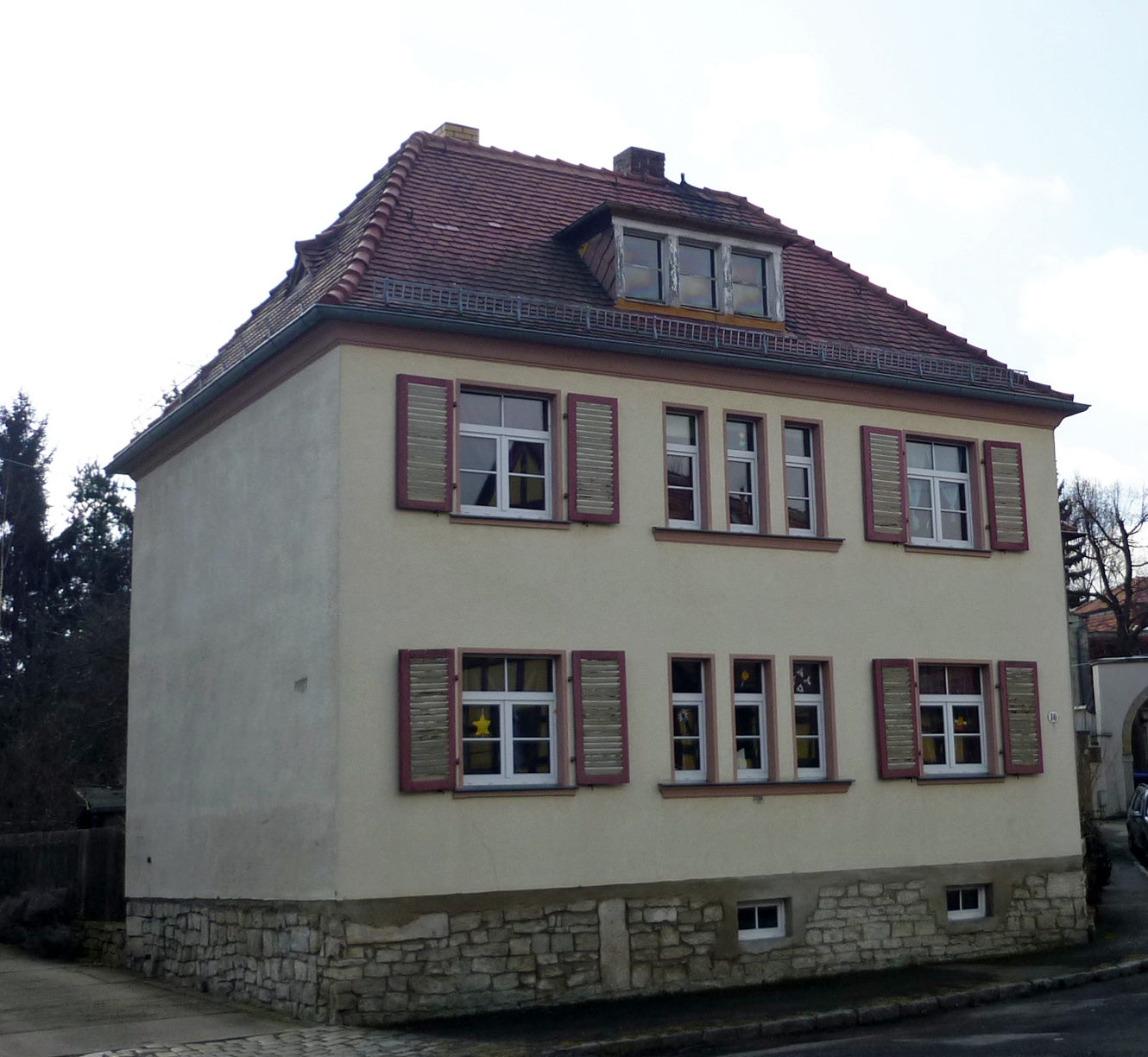
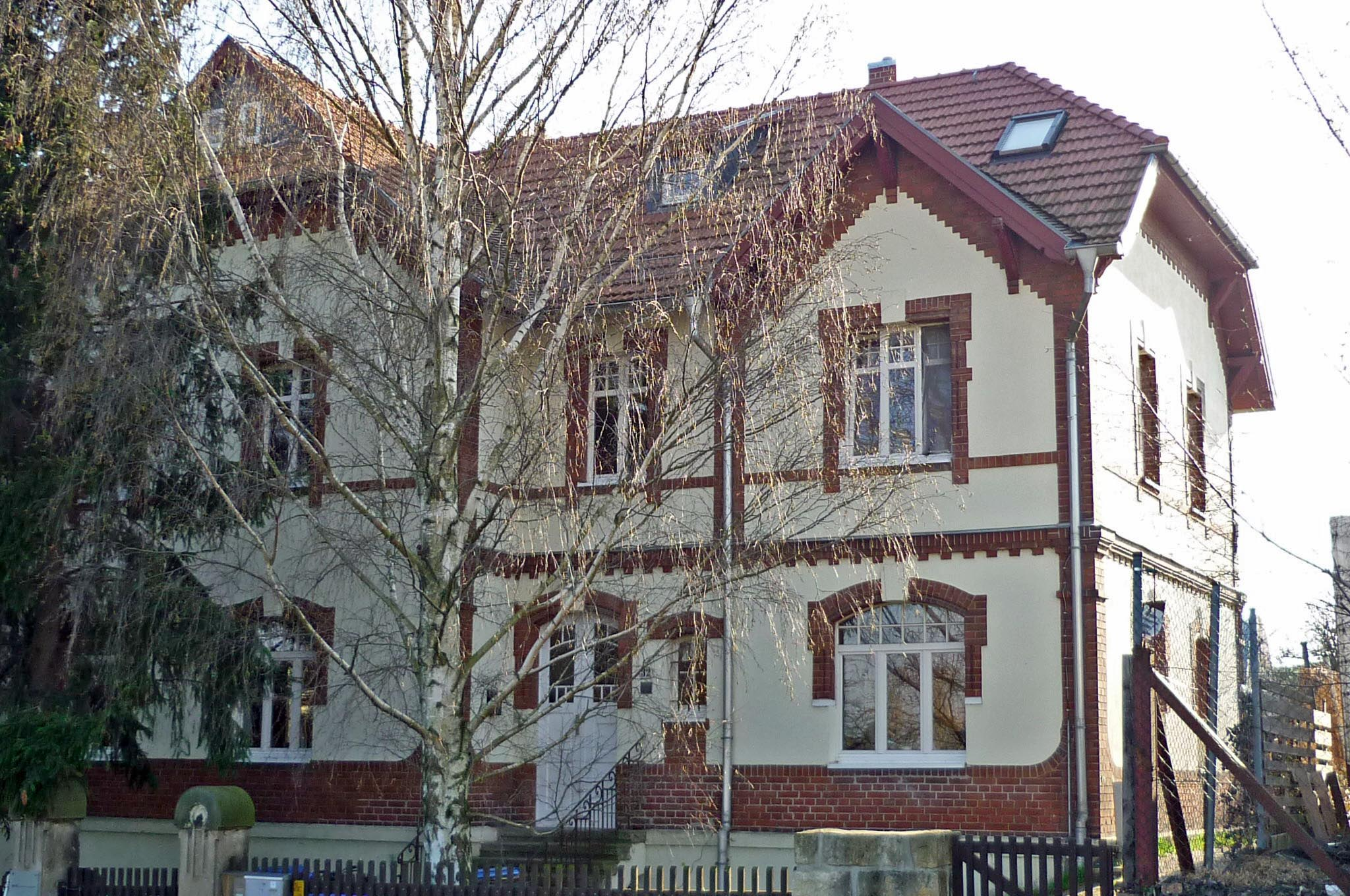
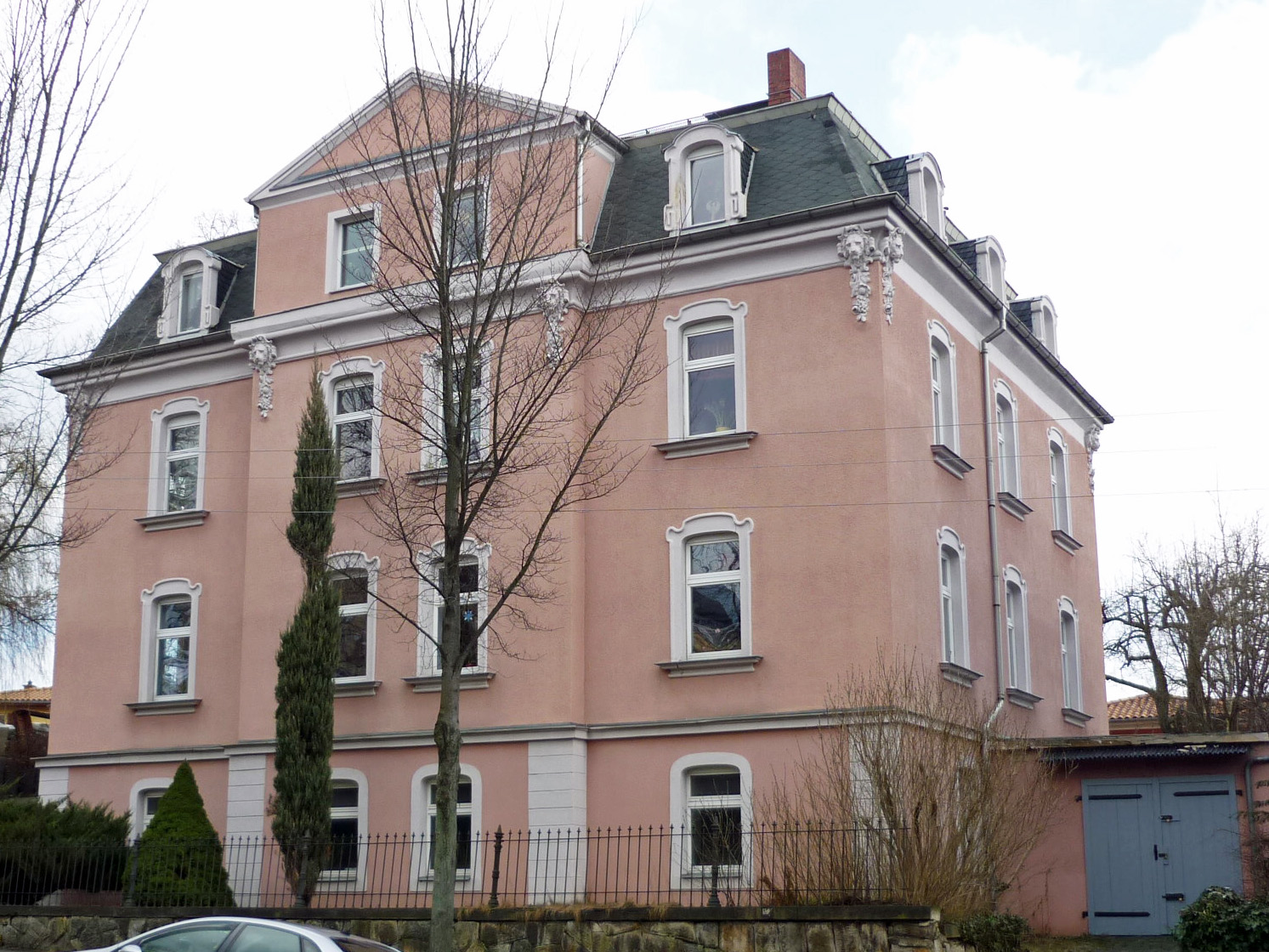